# Luziânia
Luziânia är en stad och kommun i centrala Brasilien och ligger i delstaten Goiás. Staden är belägen några mil söder om Brasília och har cirka 190 000 invånare i kommunen.

## Administrativ indelning
Kommunen var år 2010 indelad i två distrikt:
- Jardim Ingá
- Luziânia

Jardim Ingá är en ort och distrikt som är belägen i den norra delen av kommunen, närmare Brasília.

## Befolkningsutveckling
| Område     | Areal (km²)   | Invånarantal 1 augusti 2000 | Invånarantal 1 augusti 2010 | Invånarantal 1 juli 2014 |
| ---------- | ------------- | --------------------------- | --------------------------- | ------------------------ |
| Kommun     | 3 961,12      | 141 082                     | 174 531                     | 191 139                  |
| Centralort | Ingen uppgift | Ingen uppgift               | 98 260                      | Ingen uppgift            |